# Лунд
Лунд (на шведски: Lund) е град в южна Швеция, лен Сконе. Главен административен център на едноименната община Лунд. Намира се на около 500 km на югозапад от столицата Стокхолм и на 18 km на североизток от Малмьо. Има ЖП възел и летище. В Лунд е основана компанията Тетра Пак. Населението на града е 82 800 жители според данни от преброяването през 2010 г.

## История
Основан е около 990 г. Катедралата е построена през 1103 г. 
През 1104 г. в Лунд е осветена отделна архиепископия за Севера начело с епископ Аскер, което отбелязва пълното християнизиране на Швеция.
Университетът е основан през 1666 г. 

## Известни личности
Родени в Лунд
- Монс Зелмерльов (р. 1986), певец, композитор и телевизионен водещ
- Улф Кристершон (р. 1963), политик
- Кай Сигбан (1918 – 2007), физик
- Макс фон Сюдов (1929 - 2020), артист